# Tunjungtirto
Tunjungtirto is een bestuurslaag in het regentschap Malang van de provincie Oost-Java, Indonesië. Tunjungtirto telt 9347 inwoners (volkstelling 2010).